# IPCC第六次評估報告
IPCC第六次評估報告（英語：IPCC Sixth Assessment Report，簡稱AR6），是聯合國政府間氣候變化專門委員會（IPCC）發佈一系列評估報告中的第六份，用於評估有關氣候變化的科學、技術和社會經濟資訊。其三個工作組涵蓋的主題分別為：物理科學基礎（第一工作組，WG I）、影響、調適與脆弱性（第二工作組，WG II）與氣候變化緩解（第三工作組，WG III）。第一工作組報告於2021年發表，第二工作組報告於2022年2月發表，第三工作組報告於2022年4月發表。最終的綜合報告於2023年3月發表。
第一工作組的報告於2021年8月9日發佈，標題：《2021年氣候變化：物理科學基礎》。由來自66個國家，總共234名科學家合作撰寫。撰寫者引用14,000多篇科學論文，共有3,949頁，獲得195個會員國政府批准。報告中的政策制定者摘要（Summary for Policymakers，SPM）由參與撰寫的科學家起草，再經195個IPCC會員國政府在2021年8月6日之前共花費五天，逐行審閱及批准。
根據WG I報告，只有立即大規模削減溫室氣體排放，才有可能達到避免全球升溫1.5°C（2.7°F）或2.0°C（3.6°F）的目標。《衛報》在頭版報導中將這份報告描述為針對已形成「不可避免，且不可逆轉的重大氣候變化」的「迄今為止最嚴厲的警告」，此一觀點得到世界許多報紙以及政治領袖和活動家的響應。

## 報告製作

### 歷史
IPCC於1988年成立後，首先在1990年發佈第一份氣候評估報告（AR1，並於1992年更新）。此後IPCC大約每隔六年就會發佈新版評估報告。

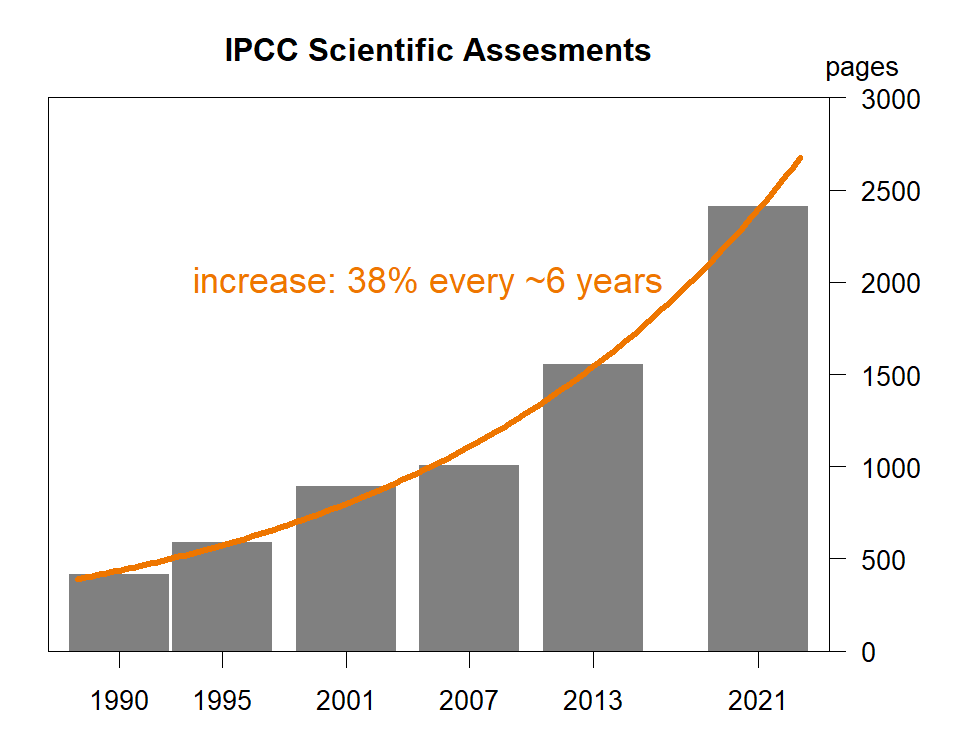
IPCC六次氣候變化評估報告包含頁數的成長趨勢圖。

IPCC於2016年4月在肯亞奈洛比舉行的第43屆會議上，將AR6評估週期中三份特別報告（Special Reports，SR）和一份盤點全球溫室氣體（GHG）方法報告的主題確定。這些報告的發佈日期順序為：
- 2018年10月——IPCC全球升溫1.5ºC特別報告（SR15）
  - 2019年5月——2006年IPCC各國溫室氣體盤點指南（2019年修訂版）
- 2019年8月——IPCC氣候變化與土地特別報告（SRCCL）
- 2019年9月——IPCC對氣候變化中海洋和冰凍圈特別報告（英语：Special Report on the Ocean and Cryosphere in a Changing Climate）（SROCC）

### 報告架構
AR6由三個工作組（第一個工作組、第二工作組和第三工作組）的報告和於2023年3月完成的綜合報告組成。
- 2021年8月——氣候變化的物理科學基礎[12][13]（WG I）
- 2022年2月——影響、調適與脆弱性（WG II）
- 2022年4月——氣候變化緩解（WGIII）
- 2023年3月——綜合報告[14]

### 資料洩漏事件
在撰寫AR6期間，一小群科學家透過名為科學家叛亂的組織把第三工作組撰寫的一些資訊（關於氣候變化緩解）洩漏。由於政府可更改IPCC報告中的決策者摘要（SPM）部分，科學家擔心政客可能會將摘要中的重要資訊予以淡化。根據此洩漏信息，人類應在2030年之前將溫室氣體排放量減少50%，並在2050年之前完全停止排放，以將升溫限制在1.5°C（2.7°F）以內。做法上須在生活方式和經濟方面進行重大改變。

### 地緣政治
地緣政治學的概念首次於此報告中融入氣候模式，以五種共享社會經濟路徑的形式表達：SSP1「走向綠色之路（Taking the Green Road），達到永續性」、SSP2「中間路線（Middle of the Road）」、SSP3「崎嶇之路（A Rocky Road），區域對抗」、SSP4「分裂之路（A Road divided），不平等」，以及2016年出版的SSP5「走上高速公路（Taking the Highway），透過化石燃料達到發展」。
這些路徑假設國際間合作和全球國內生產毛額（GDP）的成長可促進氣候變化調適。地緣政治學路徑與其他路徑一樣，是報告中形成共享社會經濟路徑的來源之一。:1–98ff假設之一是由化石燃料開發出足夠的GDP和技術，甚至可讓人類在5.0°C（9.0°F）的升溫情景下調適。然而這份科學共識，在數百名科學家撰寫的報告中並未將全球於此種升溫下做調適的假設予以證實。一些專家認為雖然目前最壞情況（升溫5°C）和最佳基本情況（升溫1.5°C）兩者的可能性似乎均較低，而最合理的升溫結果可能是在3.0°C（5.4°F）左右。
報告明確指出：「每條路徑都是對未來社會經濟的內部一致、合理且綜合的描述，但這些社會經濟的未來沒有考慮到氣候變化的影響，也沒有假設新的氣候政策…。按照此設計，共享社會經濟路徑（SSP）情景中驅動因素和排放的演變並沒將氣候變化影響考慮在內。」:1–100

### 參與
IPCC也被指責並未充分吸收來自全球南方（Global south，參見南北分歧）的學者，情況與從事其他主要國際科學工作相同。例如有些阻礙非洲學者參與的偏見受到強調——需要曾經發表過論文，以及在成為貢獻撰寫者之前須曾擔任過專家審稿人。另外類似的情況是物理科學報告的撰寫者團隊中只有28%是女性。

## 物理科學基礎（第一工作組報告）

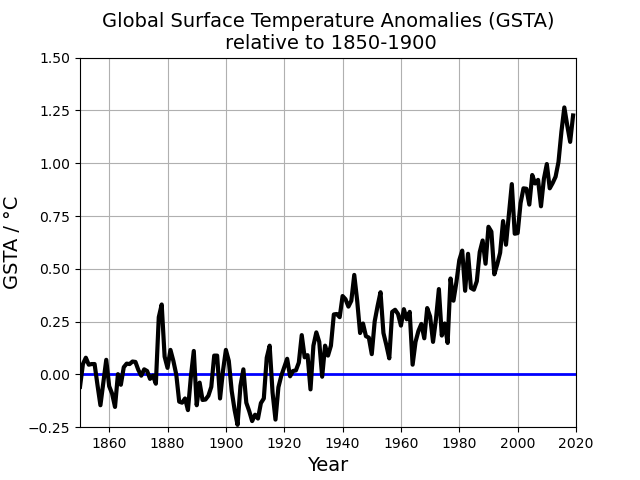
於政策制定者摘要報告中顯示觀測到的全球氣溫記錄（1850年-2019年期間平均氣溫）與1850年-1900年期間平均氣溫（藍線）的比較。

第一工作組報告由來自66個國家，總共234名科學家共同撰寫，報告標題：《2021年氣候變化：物理科學基礎》。撰寫者引用14,000多篇科學論文，撰寫頁數達到3,949頁，隨後得到195個國家政府的批准。報告中的政策制定者摘要由參與撰寫的科學家起草，再經195個IPCC會員國政府在2021年8月6日前共花費五天，逐行審閱及同意，並於2021年8月9日星期一發佈。
報告指出只有立即大規模削減溫室氣體排放，才有可能避免升溫超過1.5°C或2°C的目標。《衛報》在頭版報導中，將這份報告描述為針對已形成"不可避免且不可逆轉的重大氣候變化"的「迄今為止最嚴厲的警告」，此一觀點得到世界許多報紙以及政治領袖和活動家的響應。
報告中包含的技術摘要（Technical Summary，TS）提供介於政策制定者摘要（SPM）和完整報告之間的詳細資訊。此外還製作互動式地圖集，「用於對報告中數據驅動的氣候變化資訊和評估結果間進行靈活的時空分析」。根據2011年5月通過的IPCC協議，勘誤表已開始編制，且持續進行中。常見問題集包含有34個問題，每個都與報告的專章對應。根據報告中的事實，並為全球各地提供區域概況介紹。SPM的資料保存在英國環境資料分析中心網站上，可供查詢，並提供電腦簡報資料作為"外展材料"服務，可用於記者會和簡報場合。

### 發現
第一工作組的《2021年氣候變化：物理科學基礎》共有十三章，重點在於人類溫室氣體排放原因和影響背後的氣候科學基本共識。與先前發佈的評估報告相比，此報告在氣候變化的區域影響方面提供更多的詳細信息，但需要對北美洲東部和中部的氣候變化進行更多研究。預測全球到2100年的海平面可能上升半米到一米，但也不排除上升兩到五米的可能性，因為人們對位於極地的冰蓋不穩定過程仍然知之甚少。
報告將大氣中二氧化碳濃度每增加一倍，氣候敏感度可量化為升溫2.5°C（4.5°F）至4.0°C（7.2°F）之間，最佳估計為3°C。:SPM-11 在所有提出的共享社會經濟路徑中，氣溫在21世紀中葉的一段時間內均會達到升溫1.5°C的程度。然而英國格蘭瑟姆研究所所長Joeri Rogelj（也是評估報告主要撰寫者之一）表示，要完全避免升溫1.5°C有其可能，但世界需要在2030年之前將溫室氣體排放量減少50%，並在2050年達到100%零排放的程度。如果世界到下一次IPCC報告發佈時還沒有開始大幅削減排放，將不再有可能阻止1.5°C的升溫。SSP1-1.9是條新路徑，可在2100年將輻射強迫降到1.9（伏特/平方米（W/m2）），模擬出世人可將升溫保持在1.5°C的閾值以下。但即使在此情景，全球氣溫也會在2041-2060年達到升溫1.6°C的峰值，然後才開始下降。
| 路徑     | 情景                                                                           | 估計升溫 (2041年–2060年) | 估計升溫 (2081年–2100年) | 非常可能（very likely）升溫範圍（°C） (2081年–2100年) |
| -------- | ------------------------------------------------------------------------------ | ------------------------ | ------------------------ | ----------------------------------------------------- |
| SSP1-1.9 | 非常低溫室氣體排放: 在2050年達到碳中和（淨零排放）                             | 1.6°C                    | 1.4°C                    | 1.0 – 1.8                                             |
| SSP1-2.6 | 低溫室氣體排放: 在2075年達到碳中和                                             | 1.7°C                    | 1.8°C                    | 1.3 – 2.4                                             |
| SSP2-4.5 | 中等溫室氣體排放: 在2050年仍維持目前排放水平，然後逐步降低，在2100年達到碳中和 | 2.0°C                    | 2.7°C                    | 2.1 – 3.5                                             |
| SSP3-7.0 | 高溫室氣體排放: 在2100年二氧化碳排放加倍                                       | 2.1°C                    | 3.6°C                    | 2.8 – 4.6                                             |
| SSP5-8.5 | 非常高溫室氣體排放: 在2075年二氧化碳排放增加兩倍                               | 2.4°C                    | 4.4°C                    | 3.3 – 5.7                                             |

IPCC第六次報告中並無估計不同情景的發生機率，但有份2020年發表的評論將SSP5-8.5描述為高度不可能（highly unlikely），SSP3-7.0不太可能（unlikely），而SSP2-4.5為可能（likely）。
然而有份引用上述評論的報告顯示，RCP8.5情景與2005年至2020年累計排放量有最佳的匹配。
根據AR6撰寫者的說法，可能的升溫處於1.5°C到5°C範圍之間，到本世紀末升溫約為3°C。2040年之前的升溫可能會達到1.5°C。複合影響產生的威脅程度被認為比先前IPCC報告所敘述的為高。著名的曲棍球棒形狀圖尾端的仰角變得更為陡峭。
極端天氣事件預計會隨著氣溫升高而頻率增加，複合效應（例如高溫和乾旱）將會對社會產生更大的影響。科學家將特定極端天氣事件歸因於氣候變化的能力與先前的報告相比，將會大為增強。
將升溫維持在1.5°C以下，預計全球碳預算只能在在2050年之前排放5,000億噸溫室氣體，而達成淨零排放的目標。如果從2020年初開始即控制在此碳預算的範圍，將有50%的機會可把升溫保持在1.5°C以下。要達到67%的機會，排放須控制在4,000億噸，要達到83%的機會，排放須控制在3,000億噸。:SPM-29f報告稱快速減少甲烷排放可產生短期效益，可爭取時間，讓二氧化碳減排的效應隨後才發生。
未來的任何升溫都會增加極端天氣事件的發生頻率。即使氣溫只上升1.5°C，"觀測記錄中前所未有的極端事件也會更頻繁發生"。越罕見事件發生的可能性越大。:SPM-15
此類事件的頻率和強度將隨著變暖而顯著增加，如下表所述：:SPM-18

於AR6的政策制定者摘要中極端天氣事件隨全球變暖而頻率增加的程度。

| 事件名稱                 | 1850年–1900年期間氣候 | 升溫1°C                          | 升溫1.5°C                        | 升溫2°C                          | 升溫4°C                          |
| ------------------------ | --------------------- | -------------------------------- | -------------------------------- | -------------------------------- | -------------------------------- |
| 十年發生一次的熱浪       | 正常                  | 頻率增加1.8倍, 氣溫升高1.2°C     | 頻率增加3.1倍，氣溫升高1.9°C     | 頻率增加4.6倍，氣溫升高4.6°C     | 頻率增加8.4倍，氣溫升高5.1°C     |
| 五十年發生一次的熱浪     | 正常                  | 頻率增加3.8倍, 氣溫升高1.2°C     | 頻率增加7.6倍, 氣溫升高2.0°C     | 頻率增加12.9倍, 氣溫升高2.7°C    | 頻率增加38.2倍, 氣溫升高5.3°C    |
| 十年發生一次的強降水事件 | 正常                  | 頻率增加0.3倍, 濕度增加6.7%      | 頻率增加0.5倍, 濕度增加10.5%     | 頻率增加0.7倍, 濕度增加14.0%     | 頻率增加1.7倍, 濕度增加30.2%     |
| 十年發生一次的乾旱       | 正常                  | 頻率增加0.7倍, 乾旱程度增加0.3倍 | 頻率增加1.0倍, 乾旱程度增加0.5倍 | 頻率增加1.4倍, 乾旱程度增加0.6倍 | 頻率增加3.1倍, 乾旱程度增加1.0倍 |

### 接受度

#### 科學面
本報告發佈時正值北半球夏季，極端天氣事件較多，例如2021年北美西部熱浪、2021年歐洲洪災、印度和中國極端降雨事件、多國發生野火事件等。一些科學家將這些極端天氣事件列為與撰寫報告採用的氣象模型預測間的明顯差距，證明實際生活經驗比科學共識的結果更為嚴峻。

#### 政治面
第一工作組報告發布後，歐盟副主席法蘭斯‧蒂默曼斯表示現在防止跨越氣候臨界點尚為時不晚。英國首相波里斯·強森表示未來十年對地球的未來具有關鍵性作用。
美國國家海洋暨大氣總署（NOAA）署長里克·斯賓拉德表示NOAA「將利用這份IPCC報告中的新見解來指導與社區一起開展的工作，以做好準備、應對和調適氣候變化」。

#### 非政府組織
瑞典氣候活動家格蕾塔·童貝里表示這份報告「證實我們從數千份先前的研究和報告中已經了解到的情況——表示我們已處於緊急狀態中」。

#### 媒體面
《衛報》在一篇專門報導此報告的頭條，將其描述為「重大及不可避免，且不可逆轉的氣候變化」的「迄今為止最嚴厲的警告」。此一報導得到多家媒體的響應。
最先刊載洩漏報告資料的刊物CTXT表示：「這表明全球經濟必須迅速擺脫對傳統GDP成長方式的依賴，但報告將此點以低調方式表達。」

#### 聯合國
聯合國秘書長安東尼歐·古特瑞斯將該報告稱為「一份對人類提出的緊急紅色代碼警訊」。

## 2022年氣候變化：影響、調適與脆弱性（第二工作組報告）
第二工作組(WG II) 於2022年2月28日發佈其撰寫的報告。標題為《2022年氣候變化：影響、調適與脆弱性》，完整報告共有3,675頁，外加37頁的政策制定者摘要。其中包含有關氣候變化對自然和人類活動影響的資訊。審查的主題包括生物多樣性喪失、氣候移民、城鄉活動風險、對人類健康的影響、糧食安全、水資源短缺和能源。報告還評估應對這些風險的方法，並強調氣候調適能力發展如何能成為永續發展中的重要構件。
報告提出氣候變化影響的程度位於先前所做估計的前段，世界各地都受其影響。至少有33億人（約佔世界人口的40%）屬於最嚴重的「高度脆弱」類別，開發中國家受到的影響最為嚴重。如果排放繼續按照目前的路徑發展，非洲將失去30%的玉米種植面積和50%的豆類耕地。有十億人會因海平面上升而面臨洪水之害。氣候變化與其他因素合併也會增加像COVID-19大流行這類傳染病爆發的風險。報告還引述證據，顯示如果氣溫繼續上升，會導致中國付出最高的財務成本，影響包括糧食不安全、水資源短缺、洪水，特別是在人口眾多的沿海地區，由於海平面上升高於全球平均水平，以及更強大的氣旋，在某些時候，該國部分地區可能會面臨高於人類和其他哺乳動物能夠忍受六個小時以上的濕球溫度。報告在總體上確定氣候變化所導致的127種不同的負面影響，其中一些為不可逆轉。
人們可在某種程度上保護自己免受氣候變化的影響，即執行所謂的調適措施。總體上全球所有部門和地區在調適方面均已取得進展，但分佈不均，而且許多做法會優先考慮到眼前已有的風險而非長期的轉型變革。但仍有可行且有效的調適方案可供選擇，許多調適行動的好處不僅是降低氣候風險，還包括對永續發展目標的正面影響。:Figure SPM.4例如當前大多數調適措施都涉及與水有關的風險。改善水管理、儲水和灌溉等行動可將脆弱性降低，還可提供經濟和生態上的效益。:SPM.C.2.1同樣的，混林農業、農場和景觀多樣化以及城市農業等行動可增加糧食供應，並提高永續性。:SPM.C.2.2
第二工作組進一步強調保育的必要性，用以維持生物多樣性並減輕氣候變化的影響。報告寫道：「最近根據一系列證據進行的分析，顯示要維持全球生物多樣性和生態系統服務的韌性，取決於對地球約30%至50%的土地、淡水和海洋區域（包括目前接近自然的生態系統）中生物提供有效和公平的保護。」報告對採用技術二氧化碳移除（CDR）方法提出批評，反而表明城市化可幫助推動大眾運輸和再生能源等緩解策略。報告還警告說太陽輻射管理、在非自然地點植樹造林，或是「實行不妥當的生物能源（無論是否有碳捕集與封存功能）」等策略均存在很高的風險。:SPM-19,20
報告致力強調調適措施存在的限制。指出一些人類和自然系統已經達到「軟調適極限」，包括澳大利亞、小島嶼開發中國家、美洲、非洲和歐洲的人類系統，而一些自然系統甚至達到「硬調適極限」，例如部分珊瑚礁、濕地、雨林、極地和山區的生態系統。如果氣溫上升達到1.5°C（2.7°F），其他生態系統和人類系統將達到硬調適極限，包括依賴冰河和冰雪提供融水的地區以及小島嶼。如果溫度上升2°C（3.6°F），許多地區的許多主要作物將達到軟調適極限，而如果溫度上升3°C（5.4°F），歐洲部分地區將達到硬調適極限。:SPM-26,27
報告於強調調適措施有其限制的同時，也強調氣候災害導致的損失和損害，表示氣候變化無法經調適來完全避免其負面後果。報告指出這種損失和損害已經很普遍：乾旱、洪水和熱浪變得越來越頻繁，大規模生物集群滅絕已經開始。採取近期行動將升溫限制在1.5°C以下將會大幅減少未來的損失和損害，但無法全部消除。而富裕國家在之前拒絕為此負責。
報告指出即使是升溫僅暫時超過1.5°C，也會對人類和生態系統造成負面影響。報告說：「根據超越的幅度和持續時間，有些影響將導致額外釋放溫室氣體（中置信度），有些影響將不可逆轉，即使當全球暖化有所緩解後（高置信度）。」:SPM-20如果全球氣溫比工業化前水平上升1.5°C，氣候韌性發展將更加困難，而如果上升超過2°C，「在某些地區和次區域」就變為不可能。:SPM-32,33,35雖然報告描述的前景黯淡，但其結論認為仍有時間透過大幅削減溫室氣體排放而將升溫限制在1.5°C（2.7°F）之內，但必須立即採取行動。此外，發展氣候韌性可同時產生調適與緩解效益，但需要國際間合作，以及與當地社區和組織共同努力。:SPM-32,33,35

### 反應
聯合國秘書長安東尼歐·古特瑞斯認為這份報告描述的是「人類遭遇苦難的地圖集和對領導無方領袖的嚴厲控訴」，並且「事實不容否認……這些世上最大的污染者正縱火焚燒我們唯一的地球家園。」美國總統氣候特使約翰·福布斯·凱瑞表示，「我們已看到氣候引發的極端事件有所增加，以及隨之而來的損害——生命喪失和生計遭摧毀。我們當前的問題不是我們是否可完全避免危機，而是我們是否可避免最壞的後果。」
環保運動人士英格·安德森評論道：「自然界可成為我們的救世主…但前提是我們得先拯救它。」
這份評估報告是在2022年俄羅斯入侵烏克蘭的第一週中發佈。烏克蘭代表團在衝突的背景下將俄羅斯的侵略與資源詛咒中全球對石油的依賴聯繫起來，俄羅斯官員奧列格·阿尼西莫夫為衝突道歉，但於事無補。烏克蘭代表團也呼籲有關戰爭的新聞報導不要把第二工作組的報告成果掩蓋。

## 2022年氣候變化：氣候變化緩解（第三工作組報告）
這份報告於2022年4月4日發佈。報告的架構於2017年通過。有些觀察家擔心報告所採用的架構，而可能將結論予以淡化。根據英國的《觀察家報》報導，有些國家「試圖提出改變，將最終警告極力削弱」。
這份報告說，「全球所有主要部門自2010年以來產生的人為溫室氣體淨排放量均在增加。升高的佔比源自城市地區。由於GDP和能源強度提高，在化石燃料使用和工業流程上的效率改善，尚不足以抵銷全球工業、能源供應、運輸、農業和建築活動水準上升所導致的結果。」

### 重點領域
報告涵蓋的重點包括：
- 溫室氣體排放的趨勢與驅動因素、
- 與長期淨零排放目標相符的減排途徑、
- 短期減排途徑及其與創造就業、競爭力、降低貧窮、永續發展等「國家發展目標」的兼容性、
- 溫室氣體減排的社會面，包括根據聯合國永續發展目標以滿足人類需求的目標、
- 能源系統、
- 農業、林業和其他土地利用、
- 城市和其他人類定居點、
- 建築物、
- 交通運輸、
- 產業、
- 不同經濟部門的成本與機會、
- 國家和地方政策和機構、
- 國際合作、
- 投資與金融、
- 創新、技術和技術轉移，以及
- 永續發展與應對氣候變化之間的關聯。

### 重要發現
第三工作組報告採用一些新方法，例如將不同的社會層面、青年、原住民、城市、企業的參與納入解決方案。:SPM-2,3報告指出「國際合作是實現重大氣候變化減緩的關鍵因素。」:SPM-62國際合作對緩解氣候變化有正面且可量化的影響，可為許多緩解措施提供關鍵性支援。參與國際協議可促成氣候政策的採用。為防止全球較工業化前水準升溫超過2°C，國際合作需要比現在更加強化，因為許多開發中國家需要富裕國家的支持來進行更有效的氣候行動。
報告稱與各國履行2020年前所承諾的情景相比，到2050年，需求方緩解措施可將溫室氣體排放量減少40-70%。為能成功實施，應與「改善所有人的基本福祉」建立聯繫。”。:SPM-44
第三工作組報告的結論是為實現淨零排放，有必要採用二氧化碳移除技術，並指出「所有將升溫限制在1.5°C的全球路徑…不產生或有限的超越，以及將升溫限制在2°C的路徑……都涉及快速、深入且在大多數情況下必須立即減少所有部門的溫室氣體排放。實現這些減排的緩解模擬包括從使用石化燃料不採用碳捕集與封存（CCS），過渡到極低碳或零碳能源（例如使用可再生能源，或使用化石燃料並採用CCS工藝）、需求方措施和提高效率、減少非二氧化碳溫室氣體排放以及部署二氧化碳移除（CDR）工藝來平衡溫室氣體排放」，於2018年10月發佈的《IPCC全球升溫1.5ºC特別報告》強調，「所有將全球暖化限制在1.5°C內，且僅發生有限或沒超越的途徑都預計要在21世紀達到約100-1,000吉噸（Gt，十億噸）的二氧化碳移除（CDR）量。CDR工藝將用於捕捉殘餘排放，且在大多數情況下實現淨負排放，讓全球升溫回復到1.5°C之內…」。報告將不同的二氧化碳移除(CDR)工藝，包括混農林業、林地復育、藍碳管理、泥炭地復育等列出比較。:SPM-47
城市在減少溫室氣體排放方面具有巨大潛力。在不採取任何行動的情況下，預計到2050年由城市排放的二氧化碳當量（CO2-eq）為65吉噸。如果採取全面緩解行動，排放量可能會降至接近零，假設中最壞的情況會有3吉噸的二氧化碳當量無法去除。城市規劃，空地利用、大眾交通、採步行或騎自行車和共享車輛的混合使用，可將城市排放量減少23-26%。城市森林、湖泊和其他藍色和綠色基礎設施可直接和間接減少排放（例如透過減少冷卻用能源）。
建築物也是減排注重的項目。建築物在2019年的排放量佔全球溫室氣體排放量的21%。在協助實現聯合國於2015年制定的永續發展目標的同時，可減少建築物排放量的80-90%。報告介紹減少建築物溫室氣體排放的新方案：SER = Sufficiency（充足）、Efficiency（效率）、Renewable（可再生）。在建築物的使用壽命期間，Sufficiency表示不需要非常複雜的技術、能源供應、維護或更換。項目中包括自然通風、綠色屋頂、白色牆壁、空間混合使用、設備共用等。建築物的排放與其他部門的排放之間存在多重聯繫，包括於第6、7、8、10 和11章中的討論。減少建築物的溫室氣體排放與共享經濟和循環經濟有關聯。
報告表示沒有證據顯示永續發展需仰賴化石燃料。氣候新聞工作者艾美·維斯特威爾特對此報告的反應是此論點為最激進的其中之一，揭穿能源貧乏倡導者的觀點（即發展必定要使用化石燃料）。
IPCC表示使用比先前共識認定更少的能源即可實現體面的生活水平。根據這份為實現所有人的福祉而制定的報告，所需的能源消耗為「每人每年20到50千兆焦耳（即十億焦耳，gigajoule）之間，取決於具體情況」。更公平的收入分配可減少排放。採用低需求和高效率的緩解途徑可實現體面的生活水平和所有人的福祉。採取減少消費、涉及永續發展的途徑比基於高消耗和狹隘緩解的途徑產生的負面結果更少。表TS29顯示，與能源部門的措施相比，城市、建築、農業、林業與其他土地利用（agriculture, forestry and other land use，AFOLU）和交通部門的緩解措施與永續發展目標具有更大的協同作用和更少的權衡取捨，而後者（更少的權衡取捨）也適用於產業部門。根據表TS30，狹隘的緩解措施可導致棲息地破壞增加600%，同時可避免棲息地退化約95%。採用永續發展的緩解措施將不會損害森林覆蓋和生物多樣性。
國際合作可讓在不損害永續發展目標的情況下讓氣候變化緩解成為可能。
報告提到全球採取氣候行動已取得一些進展。例如2010年後森林砍伐速度放緩，而由於歐洲、亞洲和北美洲近年的植樹造林活動，讓森林總覆蓋率有所增加。

### 回應
聯合國秘書長安東尼歐·古特瑞斯表示此報告描述「[政策制定者]一連串違背氣候承諾的行為」，並在演講中呼籲採取更多行動，他說「氣候活動人士有時被描述為危險的激進分子。但真正危險的激進分子是那些正在增加化石燃料產出的國家。」

## AR6綜合報告：2023年氣候變化
總結整份文件的綜合報告於2023年3月在瑞士因特拉肯舉行的專家小組第58次全體會議上定稿，並於2023年3月20日發佈。內容包括供政策制定者使用的摘要，用於杜拜舉行的2023年聯合國氣候變化大會（簡稱COP28）議程的基礎。

### 主要發現
綜合報告提供近期和長期應對措施的指導方針。報告稱全球暖化加劇的主要根源是二氧化碳排放量增加，指出在較高排放情境下，全球暖化可能（likely）或非常可能（very likely）會超過1.5℃。
小組發佈一份較長的報告，提供給政策制定者一份摘要、一份簡報文稿和一份簡短的「標題聲明」文件，並用3-4頁的篇幅將調查結果總結。此外，並包含以下幾點：
- 氣候變化對人類和地球構成威脅。確保可永續性的機會之窗正迅速關閉中。氣候行動須透過國際合作（包括獲得所需的融資，特別是針對弱勢群體）、包容性治理和協調政策來實現。明確的目標、多元的知識、資金、科技是氣候行動的動力。為實現氣候目標，氣候融資需要倍增。全球資本充足，但將其轉用於氣候行動存在障礙。於未來幾年所做的選擇將會產生數千年的影響。
- 人類主要透過排放溫室氣體，明顯導致全球暖化。這些排放量持續上升，原因是不可持續的能源使用、土地利用、消費主義，而不同的地區、國家和個人所產生的影響也有差異。全球氣溫從1850年-1900期間年到2011年-2020年期間之間，已上升1.1°C。人為造成的氣候變化在全球造成廣泛而快速的變化，對自然界和人類帶來嚴重的負面影響。導致造成最小氣候變化影響的社區受害反而尤其嚴重。
- 人類調適能力已有所增強，但不同地區的調適能力差距仍然存在，以目前的速度進行下去，差距會繼續擴大。一些生態系統和區域已到達其能力的極限。透過良好的規劃和執行可避免調適不良，同時產生協同效益。目前提供調適的融資不足，特別是在低收入國家。
- 人類緩解措施在增加中，但即使到2021年10月由各國宣佈的國家自訂貢獻（英语：Nationally Determined Contributions）能夠達成，於21世紀的升溫也可能會超過1.5℃，甚至很難將升溫限制在2℃內。真正的政策落實與國家自訂貢獻之間存在差距。融資不足，難以支持達成緩解的目標。
- 更多的溫室氣體排放將導致全球暖化更進一步強化，而在短期內即達到1.5°C的極限。進一步變暖將加劇許多已存在的負面影響。當暖化加劇後，其長期負面影響會比目前高出許多倍，出現突然和/或不可逆轉的變化和風險的可能性更高。而出現造成非常大負面影響、損失和傷害、氣候和非氣候影響、增強互動、複合和級聯以及更加複雜和難以管理事件的可能性會較小。調適措施的有效性將會降低，更多的人類和自然系統將會達到其調適極限。
- 目前使用化石燃料的基礎設施所產生的二氧化碳，預計將超過維持升溫在1.5°C之內的碳預算。為將升溫限制在1.5°C和2°C的限度內，我們需要在2030年之前在所有部門快速並深入減少溫室氣體排放，並分別在2050年代初和2070年代初左右實現二氧化碳淨零排放。
- 如果升溫超過1.5°C，可透過負排放手段將其減少，此時須用到二氧化碳移除技術，但如此做存在更大的可行性和永續性問題。超越會對人類和自然系統帶來負面影響，以及增添一些不可逆轉風險，這些風險會隨著超越的幅度和持續時間而增強。
- 為達成永續性，所有部門和系統必須進行快速、影響深遠的系統轉型，包括大幅擴充可用的緩解和調適方案。在這十年內採取大規模氣候行動將減少人類和生態系統的損失和損害，並帶來許多共同效益。近期行動需要潛在的顛覆性變革，但可透過扶持政策來將變革緩和。
- 加速，同時公平進行的氣候行動對於永續發展非常重要，產生的協同效應會大於權衡取捨。公平、氣候正義、社會正義、包容性和公正過渡（英语：Just transition）能促進氣候行動。調適工作需要增加對易受氣候變化影響者的支持。減少排放密集型消費的可能性有很多，包括透過改變生活方式，以產生協同效益。

在簡報（第9頁）中，小組呼籲在2030年前將溫室氣體排放量減少50%。在第68-70頁的較長報告中，提出氣候行動的不同可能性以及需求方措施的減排潛力，考慮到某些群體需要更多的資源和能源，這些措施可將某些部門的溫室氣體排放減少40%-70%。

## 外部連結
- IPCC website （页面存档备份，存于）
  - Official IPCC Sixth Assessment Report website （页面存档备份，存于）
    - Official IPCC AP6 WG1 Report website （页面存档备份，存于）
      - IPCC WGI Interactive Atlas （页面存档备份，存于）

    - Official IPCC AP6 WG2 Report website （页面存档备份，存于）
    - Official IPCC AP6 WG3 Report website （页面存档备份，存于）
    - Official IPCC AP6 Synthesis Report website （页面存档备份，存于）
- IPCC-related news from The Guardian newspaper （页面存档备份，存于）